# Sephora criniger
Sephora criniger är en insektsart som först beskrevs av White 1881.  Sephora criniger ingår i släktet Sephora och familjen Cymidae. Inga underarter finns listade i Catalogue of Life.